# برينت كوب
برينت كوب (بالإنجليزية: Brent Cobb)‏ هو مغن مؤلف وموسيقي ومغني أمريكي، ولد في 1 أغسطس 1986 في إلافيل في الولايات المتحدة.

## وصلات خارجية
- الموقع الرسمي
- برينت كوب على موقع ميوزك برينز (الإنجليزية)
- برينت كوب على موقع أول ميوزيك (الإنجليزية)
- برينت كوب على موقع ديسكوغز (الإنجليزية)